# سرده (میرجاوه)
سرده روستایی سرسبز و خوش آب و هوا در دهستان تمین بخش لادیز شهرستان میرجاوه استان سیستان و بلوچستان ایران است.
این روستا محل سکنی طایفه ولانی و کدخدای این روستا حاج عبدالقیوم ولانی می باشد.

## جمعیت
بر پایه سرشماری عمومی نفوس و مسکن در سال ۱۳۹۵ جمعیت این مکان ۲۶۴ نفر (۷۹خانوار) بوده‌است.

## خواهرخوانده‌ها
1. سرده (رودسر) روستایی در دهستان سیارستاق ییلاقی بخش رحیم‌آباد شهرستان رودسر استان گیلان
2. سرده (فیروزه) روستایی در دهستان تخت جلگه بخش مرکزی شهرستان فیروزه استان خراسان رضوی
3. سرده (میرجاوه) روستایی در دهستان تمین بخش لادیز شهرستان میرجاوه استان سیستان و بلوچستان
4. سرده (غزنی) روستایی در ولسوالی اندر در ولایت غزنی در افغانستان
5. سرده (بامیان) روستایی در ولسوالی شیبر در ولایت بامیان در افغانستان
6. سرده (بلخ) روستایی در ولسوالی دولت‌آباد در ولایت بلخ در افغانستان